# Костин Дол (Македонска Каменица)
Костин Дол (мкд. Костин Дол) је насеље у Северној Македонији, у источном делу државе. Костин Дол је у саставу општине Македонска Каменица.

## Географија
Костин Дол је смештен у источном делу Северне Македоније. Од најближег града, Делчева, насеље је удаљено 30 km северозападно.
Насеље Костин Дол се налази у историјској области Пијанец. Насеље се развило високо, на југоисточним висовима Осоговских планина. Надморска висина насеља је приближно 970 метара. 
Месна клима је планинска због знатне надморске висине.

## Становништво
Костин Дол је према последњем попису из 2002. године имао 116 становника.
Претежно становништво у насељу су етнички Македонци (100%).
Већинска вероисповест месног становништва је православље.